# Giovanni Gaetano Rossi
Giovanni Gaetano Rossi (Borgo San Donnino, 5 agosto 1828 – Genova, 31 marzo 1886) è stato un direttore d'orchestra e compositore italiano.

## Biografia
Venne avviato alla musica dal padre Marco, organista nel Duomo della città natale. Nel 1837 prese alcune lezioni da Giuseppe Verdi. Nel 1846 si iscrisse al Conservatorio di Milano, diplomandosi sotto la guida di Pietro Ray, A. Angeleri e Felice Frasi.
In dicembre del 1851 sostituì l'ammalato Giuseppe Barbacini come maestro concertatore del Teatro Regio di Parma e in settembre dell'anno successivo fu nominato organista di corte. Alla morte di Giuseppe Alinovi lo sostituì come insegnante di canto e composizione nella Regia scuola di musica di Parma. Nel 1864 fu nominato direttore della stessa scuola, tenendo l'incarico per dieci anni. Tra i suoi allievi vi furono Giovanni Bolzoni, Cleofonte Campanini, Emilio Usiglio e Primo Bandini.
Nel 1869 gli venne conferito il titolo di Cavaliere dell'Ordine della Corona d'Italia. Dalla stagione di Carnevale 1871-1872 a quella di Primavera 1873 fu alla direzione d'orchestra degli spettacoli operistici del Teatro Regio di Parma, e diresse perciò anche la storica messinscena di Aida curata personalmente da Giuseppe Verdi nell'aprile 1872 (seconda in Italia dopo quella della Scala).
Alla morte di Angelo Mariani venne chiamato a Genova a dirigere l'orchestra del Teatro Carlo Felice. Fu direttore per quattro anni fino al 1879, anno in cui l'orchestra fu sciolta.  Alla sua morte la moglie volle che la salma fosse traslata al Cimitero Monumentale di Milano. Un busto marmoreo è posto a suo ricordo nel cortile monumentale del Conservatorio di Parma, accanto all'ingresso della biblioteca.

## Composizioni
- Elena di Taranto, opera lirica in 3 atti (Parma, 1852)
- Giovanni Giscala, opera lirica in 4 atti (Parma, 1855, ripresa al Teatro alla Scala di Milano nel 1856)
- Nicolò de Lapi, opera in 4 atti (Parma, 15 gennaio 1866, poi ad Ancona)
- La contessa d'Altemberg, melodramma in 4 atti (1871, inaugurazione del Teatro di Borgo San Donnino, poi Genova, 1875)
- Composizioni per orchestra di due motivi de I vespri siciliani (1857)
- Saul, sinfonia per grande orchestra, premiata col secondo premio dalla Società del Quartetto di Milano nel 1867
- Sinfonia drammatica in Mi, per orchestra (1868)
- Sinfonia in la Maggiore per orchestra
- Sinfonia a grand'orchestra (1880)
- Rimembranza della Jone, per orchestra
- L'unione italiana, fantasia sui motivi dell'Inno di Garibaldi, della Marcia Reale e dell'Inno nazionale Fratelli d’Italia (Milano, Ricordi)
- Melanconia, mazurka per pianoforte solo (ed. Milano, Lucca)
- Duetto sulla Linda, per flauto e pianoforte
- Fantasia sulla Linda, per oboe e per pianoforte
- Duetto sulla Sonnambula, per oboe e pianoforte
- Divertimento sulla Norma, per oboe e pianoforte
- La preghiera di S. Anna, partutura per canto e pianoforte  (Milano, 1848)
- Le sette parole del Redentore in Croce oratorio per soli, coro e orchestra (Genova, Carlo Felice, 1874)
- Preghiera alla Vergine, coro per voci femminili con accompagnamento di orchestra, parole di Alfonso Cavagnari (Genova, 1882)
- Ave Maria, per soprano e pianoforte (Ed. Ricordi)
- La madre veneta a S. Martino, composizione vocali  (Carnevale 1859-1860)
- Inno a Giuseppe Garibaldi, parole di A. Folli (Parma, 1862)
- Quanto di me più fortunate siete, madrigale a 4 voci,  (1867, menzione onorevole al Concorso di Milano)
- Addio a Genova, per soprano con accompagnamento di piena orchestra (1878)
- Tu sei bruna ma bella o Sunamita, coro a 4 voci su versi di Arrigo Boito (1879)
- Santa speme, coro a 5 voci senza accompagnamento (1881)
- T'amo, romanza per mezzosoprano con accompagnamento d'orchestra, su parole di Felice Cavallotti (1882)
- La vergine di Sunam, coro a 4 voci su versi di Arrigo Boito (Milano, Teatro dal Verme, 1884)
- Volate... volate!, valzer per canto e orchestra (1885)
- La rosa bianca, melodia per canto e pianoforte, versi di Alfonso Cavagnari (Ed. Bertetti, Udine)
- Un fiore, melodia n. 8 dell'album musicale del Trovatore per canto e pianoforte (Ed. Canti, Milano)
- Romanze per canto e pianoforte,  (Ed. Lucca)